# 短柄剪股颖
短柄剪股颖（学名：Agrostis schneideri var. brevipes）为禾本科剪股颖属下的一个变种。